# Valmiera FK
A Valmiera FK egy lett labdarúgócsapat, amely jelenleg a lett első osztályban szerepel. A klubot 1996-ban alapították, székhelye Valmiera városában található. Hazai mérkőzéseit a 2 000 néző befogadására alkalmas Jānis Daliņš Stadionban játssza. A klub színei a fekete és a fehér.

## Sikerlista
Virslīga
- Bajnok (1): 2022

## A nemzetközi kupasorozatokban
| Szezon  | Kupasorozat      | Forduló         | Ellenfél           | Hazai pályán elért eredmény | Idegenben elért eredmény | Összesített eredmény |  |
| ------- | ---------------- | --------------- | ------------------ | --------------------------- | ------------------------ | -------------------- |  |
| 2020–21 | Európa-liga      | 1. selejtezőkör | Lech Poznań        | —                           | 0–3                      | 0–3                  |  |
| 2021–22 | Konferencia Liga | 1. selejtezőkör | Sūduva             | 0–0                         | 1–2                      | 1–2                  |  |
| 2022–23 | Konferencia Liga | 2. selejtezőkör | Skendija           | 1–2                         | 1–3                      | 2–5                  |  |
| 2023–24 | Bajnokok Ligája  | 1. selejtezőkör | Olimpija Ljubljana | 1–2                         | 1–2                      | 2–4                  |  |
| 2023–24 | Konferencia Liga | 2. selejtezőkör | Tre Penne          | 7–0                         | 3–0                      | 10–0                 |  |
| 2023–24 | Konferencia Liga | 3. selejtezőkör | Partizani Tirana   | 1–2                         | 0–1                      | 1–3                  |  |

## Külső hivatkozások
- Hivatalos weboldal